# Mstino
Mstino (rus. Мстино́) je jezero u Tverskoj oblasti u Rusiji, u području Valdajskih brda. Njegov glavni izvor je rijeka Msta. Jezero zauzima površinu od 137 km2, njegova duljina je 138 km, a maksimalna širina 18 km. Leži na nadmorskoj visini od 154 metra, s maksimalnom dubinom od 10 metara.

## Vanjske poveznice
|  | Zajednički poslužitelj ima još gradiva o temi Mstino |